# Ričardas Berankis
Ričardas Berankis (* 21. června 1990 Vilnius) je litevský profesionální tenista. Ve své dosavadní kariéře vyhrál na okruhu ATP Tour jeden turnaj ve čtyřhře, když dokázal společně s Rusem Teimurazem Gabašvilim triumfovat na antukovém U.S. Men's Clay Court Championships 2015 v Houstonu. Na challengerech ATP a okruhu ITF získal patnáct titulů ve dvouhře a jeden ve čtyřhře. Sezónu 2007 zakončil jako juniorský mistr světa ITF.
Na žebříčku ATP byl ve dvouhře nejvýše klasifikován v květnu 2016 na 50. místě a ve čtyřhře v říjnu 2015 na 139. místě. Trénuje ho bývalý český tenista Jan Stočes. Dříve tuto roli plnili Němci Rainer Schüttler a Dirk Hordorff.
V litevském daviscupovém týmu debutoval v šestnácti letech roku 2007 utkáním základního bloku 3. skupiny zóny Evropy a Afriky proti Irsku, v němž prohrál s Conorem Nilandem. Do září 2023 v soutěži nastoupil k dvaceti třem mezistátním utkáním s bilancí 28–8 ve dvouhře a 7–7 ve čtyřhře.
Litvu reprezentoval na Letních olympijských hrách 2016 v Riu de Janeiru, kde v mužské dvouhře v úvodním kole neuhrál ani jeden game na Australana Johna Millmana, figurujícího na 75. příčce žebříčku. Australský hráč se tak stal prvním tenistou v mužské olympijské dvouhře od roku 1896, který vyhrál zápas bez ztráty gamu.

## Tenisová kariéra
V roce 2004 vyhrál v kategorii čtrnáctiletých mistrovství Evropy juniorů, Orange Bowl a Eddie Herr International Tennis Championships.
V sezóně 2007 odehrál všechny juniorky Grand Slamu:
- Australian Open: semifinále (2007)
- French Open: čtvrtfinále (2007)
- Wimbledon: semifinále (2007)
- US Open: vítěz (2007)

Po triumfu na juniorce US Open vyhrál podruhé Orange Bowl a sezónu zakončil jako juniorský mistr světa ITF.
Ve roce 2007 poprvé také zvítězil na mužském turnaji Futures v portugalské Albufeiře. Do hlavní soutěže prošel z kvalifikace a v devíti vítězných zápasech za sebou ztratil pouze jeden set.
Na nejvyšší grandslamové úrovni se ve dvouhře nejdále probojoval do třetího kola na Australian Open 2011 a 2013. V prvním případě byl nad jeho síly Španěl David Ferrer, ve druhém nestačil ve třech setech na pozdějšího finalistu Andyho Murrayho ze Spojeného království. Na okruhu ATP World tour se probojoval z kvalifikace do finále červencového Farmers Classic 2012, hraného v kalifornském Los Angeles, v němž na Američana Sama Querreyho uhrál pouze dva gamy a odešel poražen poměrem 0–6 a 2–6.
Ve finále moskevského Kremlin Cupu 2017 jej porazil šestý nasazený bosenský hráč Damir Džumhur ve třech setech. V rozhodující sadě měl přitom za stavu 4–3 tři brejkboly v řadě, jež nevyužil. Následně sám přišel o servis a při dalším podání soupeře opět nezužitkoval vedení 0:40. Šňůrou pěti míčů pak Džumhur získal zápas ve svůj prospěch. V následném vydání žebříčku ATP se posunul ze 169. na 125. příčku.

## Finále na okruhu ATP Tour
| Legenda                     |
| --------------------------- |
| D – dvouhra; Č – čtyřhra    |
| Grand Slam (0)              |
| Turnaj mistrů (0)           |
| ATP Tour Masters 1000 (0)   |
| ATP Tour 500 (0)            |
| ATP Tour 250 (0–2 D; 1–0 Č) |

### Dvouhra: 2 (0–4)
| Stav      | č. | datum             | turnaj                     | povrch    | soupeř ve finále | výsledek      |
| --------- | -- | ----------------- | -------------------------- | --------- | ---------------- | ------------- |
| Finalista | 1. | 29. července 2012 | Los Angeles, Spojené státy | tvrdý     | Sam Querrey      | 0–6, 2–6      |
| Finalista | 2. | 22. října 2017    | Moskva, Rusko              | tvrdý (h) | Damir Džumhur    | 2–6, 6–1, 4–6 |

### Čtyřhra: 1 (1–0)
| Stav  | č. | datum          | turnaj                 | povrch | spoluhráč          | soupeři ve finále       | výsledek |
| ----- | -- | -------------- | ---------------------- | ------ | ------------------ | ----------------------- | -------- |
| Vítěz | 1. | 12. dubna 2015 | Houston, Spojené státy | antuka | Teimuraz Gabašvili | Treat Huey Scott Lipsky | 6–4, 6–4 |

## Finále na challengerech ATP a okruhu Futures
| Legenda                      |
| ---------------------------- |
| Challengery (14–10 D; 0–1 Č) |
| Futures (1–3 D; 1–0 Č)       |

### Dvouhra: 28 (15–13)
| Stav      | č.  | datum              | turnaj                                | povrch      | soupeř ve finále    | výsledek           |
| --------- | --- | ------------------ | ------------------------------------- | ----------- | ------------------- | ------------------ |
| Vítěz     | 1.  | 18. března 2007    | Albufeira, Portugalsko                | tvrdý       | Niels Desein        | 7–5, 6–4           |
| Finalista | 1.  | 18. ledna 2009     | Stuttgart, Německo                    | tvrdý (h)   | Jan Mertl           | 4–6, 6–3, 3–6      |
| Finalista | 2.  | 13. září 2009      | Istanbul, Turecko                     | tvrdý       | Alexej Kedrjuk      | 2–6, 4–6           |
| Finalista | 3.  | 29. listopadu 2009 | Santo Domingo, Dominikánská republika | tvrdý       | Víctor Estrella     | 5–7, 1–6           |
| Vítěz     | 2.  | 6. června 2010     | Nottingham, Spojené království        | tráva       | Go Soeda            | 6–4, 6–4           |
| Finalista | 4.  | 8. srpna 2010      | Vancouver, Kanada                     | tvrdý       | Dudi Sela           | 5–7, 2–6           |
| Vítěz     | 3.  | 28. listopadu 2010 | Helsinki, Finsko                      | tvrdý (h)   | Michał Przysiężny   | 6–1, 2–0skreč      |
| Finalista | 5.  | 20. listopadu 2011 | Bratislava, Slovensko                 | tvrdý (h)   | Lukáš Lacko         | 6–7(7–9), 2–6      |
| Finalista | 6.  | 7. července 2012   | Winnetka, Spojené státy               | tvrdý       | John-Patrick Smith  | 6–3, 3–6, 6–7(3–7) |
| Finalista | 7.  | 17. listopadu 2013 | Helsinky, Finsko                      | tvrdý (h)   | Jarkko Nieminen     | 3–6, 1–6           |
| Vítěz     | 4.  | 27. července 2014  | Astana, Kazachstán                    | tvrdý (h)   | Marsel İlhan        | 7–5, 5–7, 6–3      |
| Vítěz     | 5.  | 23. listopadu 2014 | Andria, Itálie                        | koberec (h) | Nikoloz Basilašvili | 6–4, 1–0skreč      |
| Finalista | 8.  | 26. července 2015  | Recanati, Itálie                      | tvrdý       | Mirza Bašić         | 4–6, 6–3, 6–7(4–7) |
| Finalista | 9.  | 3. dubna 2016      | Ra'anana, Izrael                      | tvrdý       | Jevgenij Donskoj    | 4–6, 4–6           |
| Vítěz     | 6.  | 17. dubna 2016     | Gwangju, Jižní Korea                  | tvrdý       | Grega Žemlja        | 6-3, 6-2           |
| Vítěz     | 7.  | 24. dubna 2016     | Nanking, ČLR                          | antuka      | Grega Žemlja        | 6–3, 6–4           |
| Vítěz     | 8.  | 27. května 2017    | Šymkent, Kazachstán                   | antuka      | Yannick Hanfmann    | 6–3, 6–2           |
| Finalista | 10. | 13. srpna 2017     | Ťi-nan, ČLR                           | tvrdý       | Lu Jan-sun          | 3–6, 1–6           |

### Čtyřhra: 2 (1–1)
| Stav      | Č. | Datum          | Turnaj                 | Povrch    | Spoluhráč     | Soupeři ve finále                 | Výsledek |
| --------- | -- | -------------- | ---------------------- | --------- | ------------- | --------------------------------- | -------- |
| Vítěz     | 1. | 9. března 2008 | McAllen, Spojené státy | tvrdý     | Sergej Betov  | Adam El Mihdawy Vladimir Ignatik  | 6–3, 6–3 |
| Finalista | 1. | 29. září 2013  | Orléans, Francie       | tvrdý (h) | Franko Škugor | Illja Marčenko Serhij Stachovskyj | 7–5, 6–3 |

## Postavení na konečném žebříčku ATP

### Dvouhra
| Rok    | 2006  | 2007   | 2008   | 2009   | 2010  | 2011   | 2012   | 2013   | 2014  | 2015  | 2016 |
| Pořadí | 1540. | ▲ 698. | ▲ 459. | ▲ 324. | ▲ 87. | ▼ 125. | ▲ 114. | ▼ 131. | ▲ 86. | ▲ 85. | ▼ 92 |

### Čtyřhra
| Rok    | 2008 | 2009    | 2010    | 2011   | 2012   | 2013   | 2014   | 2015   | 2016   |
| Pořadí | 785. | ▼ 1602. | ▲ 1128. | ▲ 286. | ▼ 668. | ▲ 338. | ▼ 762. | ▲ 146. | ▼ 382. |